# Apobletes tenellus
Apobletes tenellus är en skalbaggsart som beskrevs av Thérond 1973. Apobletes tenellus ingår i släktet Apobletes och familjen stumpbaggar. Inga underarter finns listade i Catalogue of Life.